# Orliczka ząbkowana
Orliczka ząbkowana (Pteris dentata) – gatunek paproci z rodziny orliczkowatych. Naturalny zasięg występowania obejmuje Bliski Wschód, Afrykę Wschodnią i Południową wraz z Madagaskarem. Gatunek uprawiany jest jako roślina ozdobna. 
Na przykładzie orliczki ząbkowanej polski botanik Michał Hieronim Leszczyc-Sumiński opisał w 1848 cykl życiowy paproci.